# پل گارنر (بازیکن فوتبال)
پل گارنر (انگلیسی: Paul Garner؛ زادهٔ ۱ دسامبر ۱۹۵۵) بازیکن فوتبال اهل بریتانیا است.
از باشگاه‌هایی که در آن بازی کرده‌است می‌توان به باشگاه فوتبال هادرزفیلد تاون، باشگاه فوتبال منزفیلد تاون، باشگاه فوتبال گیلینگام، و باشگاه فوتبال شفیلد یونایتد اشاره کرد.